# Пюха (Сауэ)
Пю́ха (эст. Püha) — деревня на севере Эстонии в волости Сауэ уезда Харьюмаа. На севере граничит с Хюйру, на западе с Кийа, на юге с Ванамыйза, на востоке с Аллику. В 2012 году население деревни составляло 106 человек.
На территории деревни находится часть оборонительных сооружений морской крепости Императора Петра Великого — три ротных убежища и система тоннелей.
В 1972 году археолог Мати Мандел обнаружил в Пюха три культовых камня. Датирование этих объектов проблематично, но предположительно они относятся к бронзовому веку.

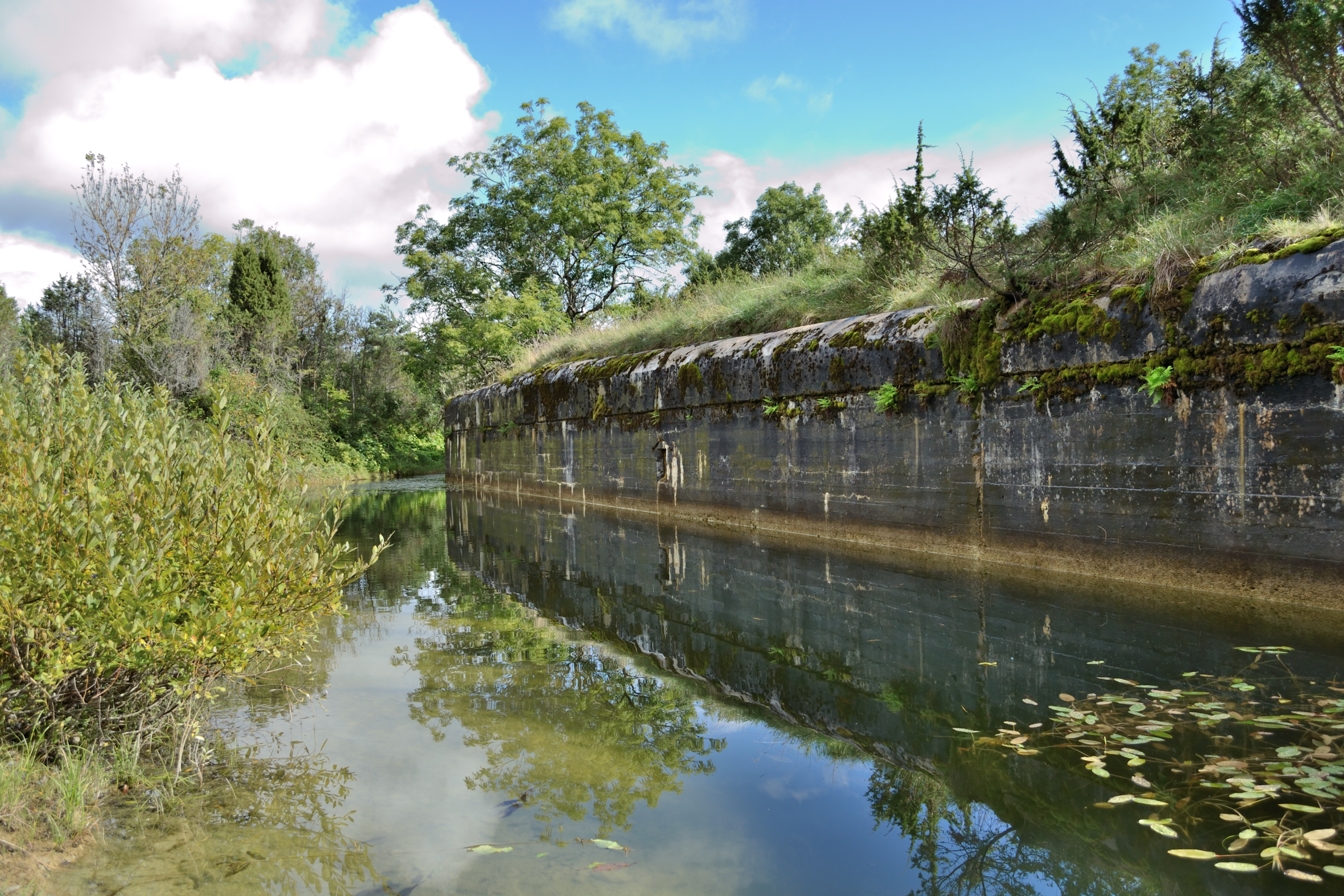
Оборонительные сооружения морской крепости Императора Петра Великого
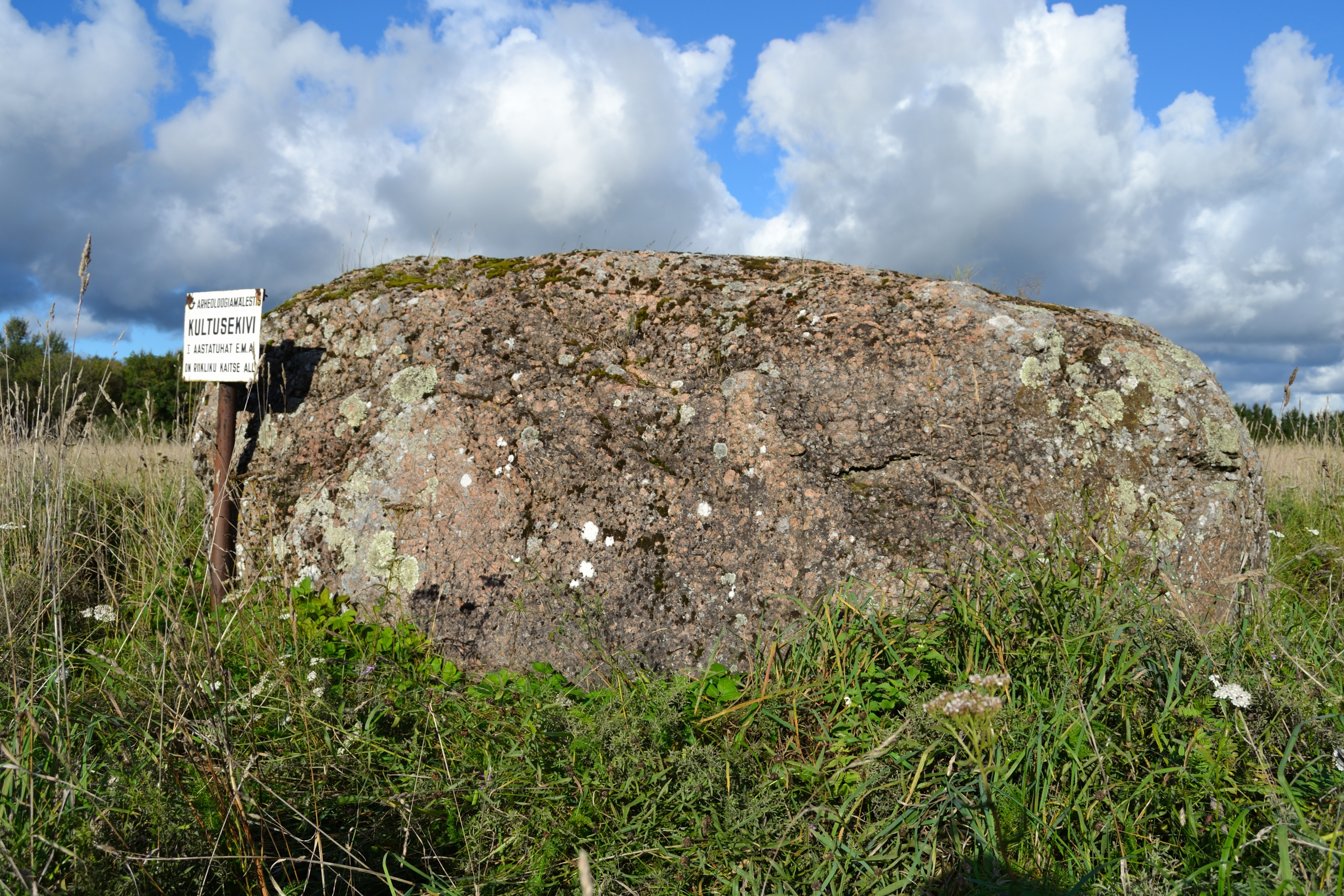
Ритуальный камень

## Население
| 2005 | 2006 | 2007 | 2008 | 2009 | 2010  | 2011  | 2012  |
| ---- | ---- | ---- | ---- | ---- | ----- | ----- | ----- |
| 83   | ↗ 88 | ↘ 87 | ↗ 91 | ↘ 88 | ↗ 102 | ↗ 144 | ↘ 106 |

## Транспорт
В Пюха останавливается пригородный рейсовый автобус №107, следующий из Таллина в Муналаскме. Во время учебного года из Пюха в Таллинн ходит школьный автобус S3.